# Синклер, Рой
Рой Си́нклер (англ. Bill Muirhead; 14 июня 1928, Glencarse — 2 апреля 2025, Питлохри, Перт-энд-Кинросс) — шотландский кёрлингист, спортивный функционер.
В составе мужской сборной Шотландии участник чемпионата мира 1976 (стали серебряными призёрами). Чемпион Шотландии среди мужчин. Пятикратный чемпион Шотландии среди ветеранов.
Играл на позициях первого и второго.
В 2000—2006 годах был президентом Всемирной федерации кёрлинга.
В 2007 году удостоен почётного приза World Freytag Award.
В 2012 году введён в Международный зал славы кёрлинга Всемирной федерации кёрлинга.
Автор книги Curling Basics: A Comprehensive Guide to the Game of Curling.
Рой Синклер скончался 2 апреля 2025 года.

## Достижения
- Чемпионат мира по кёрлингу среди мужчин: серебро (1976).
- Чемпионат Шотландии по кёрлингу среди мужчин: золото (1976).
- Чемпионат Шотландии по кёрлингу среди ветеранов: золото (1984, 1985, 1986, 1987, 1988).

## Команды
| Сезон   | Четвёртый   | Третий       | Второй      | Первый       | Турниры            |
| ------- | ----------- | ------------ | ----------- | ------------ | ------------------ |
| 1975—76 | Билл Мюрхед | Дерек Скотт  | Лен Дадмэн  | Рой Синклер  | ЧШМ 1976 · ЧМ 1976 |
| 1983—84 | Билл Мюрхед | Tom Muirhead | Рой Синклер | Джон Брайден | ЧШВ 1984           |
| 1984—85 | Билл Мюрхед | Tom Muirhead | Рой Синклер | Джон Брайден | ЧШВ 1985           |
| 1985—86 | Билл Мюрхед | Tom Muirhead | Рой Синклер | Джон Брайден | ЧШВ 1986           |
| 1986—87 | Билл Мюрхед | Tom Muirhead | Рой Синклер | Джон Брайден | ЧШВ 1987           |
| 1987—88 | Билл Мюрхед | Джон Брайден | Рой Синклер | Jim McArthur | ЧШВ 1988           |

(скипы выделены полужирным шрифтом)